# Gamle Oslo

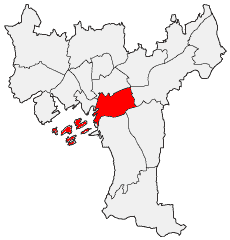
Localización del distrito dentro de Oslo.

Gamle Oslo (en español: "Oslo Antiguo") es uno de los 15 distritos de la ciudad de Oslo, Noruega. Es el casco histórico de la ciudad y una de las zonas más turísticas de Oslo. En él se encuentran varios lugares de interés como la ciudad medieval de Oslo, el Museo Edvard Munch, los Jardines Botánicos y parques como el parque medieval.
Durante los tiempos en que la ciudad se llamaba Christiania, esta zona era conocida como Oslo.
El distrito tiene los siguientes barrios:
- Grønland
- Tøyen
- Vålerenga
- Kampen
- Gamlebyen
- Ensjø
- Etterstad
- Valle-Hovin
- Helsfyr
- Ekebergskråningen

- Datos: Q1493178
- Multimedia: Bydel Gamle Oslo / Q1493178